# Мозолевский, Дмитрий Дмитриевич
Дми́трий Дми́триевич Мозоле́вский (бел. Дзмітрый Дзмітрыевіч Мазалеўскі; род. 30 апреля 1985, Брест) — белорусский футболист и тренер. Мастер спорта Республики Беларусь международного класса.

## Биография
Воспитанник футбольной школы СДЮШОР-5 (Брест). Первый тренер — Валерий Викторович Панасюк.
Профессиональную карьеру начал в брестском «Динамо» в 2002 году, выступал за дубль (всего в 2002—2003 годах за дубль провёл 44 матча, забил 6 мячей). В сезоне 2003 года дебютировал в чемпионате Беларуси. В 2004 году закрепился в главной команде. В 2007 году вместе с «Динамо» стал обладателем Кубка Беларуси. Тогда Дмитрий установил бомбардирский рекорд турнира, который не побит до сих пор, — 9 голов за розыгрыш. В феврале 2009 года был на просмотре в донецком «Металлурге».
20 декабря 2011 года стал игроком БАТЭ, где смог закрепиться в качестве одного из основных нападающих. После восстановления Виталия Родионова стал реже появляться в основном составе, а в июне 2012 года и сам получил травму. Позднее вернул себе место в основе. Всего в сезоне 2012 забил 9 голов в чемпионате, что стало лучшим показателем в команде после Ренана Брессана.
В сезоне 2013 появлялся на поле эпизодически, что во многом было связано с травмами. Сезон 2014 из-за травм и вовсе пропустил полностью.
В августе 2015 года восстановился от травмы, некоторое время выступал за резервный состав, а 16 октября 2015 года после двухлетнего перерыва появился на поле в матче Высшей лиги против «Витебска» (2:0), где отметился голом и голевой передачей. Вскоре закрепился в качестве основного нападающего борисовчан. В декабре 2015 года продлил контракт с БАТЭ. Сезон 2016 начал в стартовом составе, однако позднее потерял место в основе. В сентябре 2016 года покинул команду. Летом 2016 года был на просмотре в одесском «Черноморце». В октябре 2016 года заключил контракт с клубом «Гонконг Рейнджерс». Спустя двадцать дней он разорвал соглашение, так и не сыграв за команду.
В феврале 2017 года стал игроком брестского «Динамо». Начинал сезон 2017 в стартовом составе динамовцев, однако позднее потерял место в основе. Летом 2017 года покинул клуб. После чего Мозолевский стал игроком литовского «Атлантаса».

### Тренерская карьера
В начале 2018 года тренировался во второй команде брестского «Динамо», а уже в марте завершил карьеру игрока и перешёл на тренерскую работу в клубе. В марте 2019 года был назначен главным тренером дубля «Динамо». В январе 2020 года стал помощником Сергея Ковальчука в основной команде динамовцев.

## Достижения

### Командные
«Динамо» (Брест)
- Обладатель Кубка Беларуси (2): 2006/07, 2016/17

БАТЭ
- Чемпион Беларуси (3): 2012, 2013, 2015
- Обладатель Суперкубка Беларуси (2): 2013, 2016

### Личные
- Лучший бомбардир Кубка Беларуси 2006/07
- Трижды включался БФФ в список 22 лучших футболистов чемпионата Беларуси: 2008, 2009, 2011